# دنیل کوزن
دنیل کوزن (فرانسوی: Daniel Cousin‎؛ زادهٔ ۷ فوریهٔ ۱۹۷۷) بازیکن سابق و مربی فوتبال اهل گابن است.
از باشگاه‌هایی که در آن بازی کرده است می‌توان به باشگاه فوتبال هال سیتی، باشگاه فوتبال لو مان، باشگاه فوتبال لاریسا، باشگاه فوتبال رنجرز، و باشگاه فوتبال لانس اشاره کرد.
وی همچنین در تیم ملی فوتبال گابن بازی کرده است.